# Vierville-sur-Mer
Vierville-sur-Mer är en kommun i departementet Calvados i regionen Normandie i norra Frankrike. Kommunen ligger i kantonen Trévières som ligger i arrondissementet Bayeux. År 2022 hade Vierville-sur-Mer 232 invånare.

## Befolkningsutveckling
Antalet invånare i kommunen Vierville-sur-Mer
Referens:INSEE